# Craige
Craige az Amerikai Egyesült Államok északnyugati részén, Washington állam Asotin megyéjében elhelyezkedő kísértetváros.
Craige postahivatala 1898 és 1929 között működött. A település nevét a helyi postahivatal atyjaként számon tartott C. Thomas Craige-ről kapta.

## Fordítás
Ez a szócikk részben vagy egészben  a   Craige, Washington című angol Wikipédia-szócikk ezen változatának fordításán alapul.  Az eredeti cikk szerkesztőit annak laptörténete sorolja fel. Ez a jelzés csupán a megfogalmazás eredetét és a szerzői jogokat jelzi, nem szolgál a cikkben szereplő információk forrásmegjelöléseként.